# Gare de Briare
Gare de Briare – stacja kolejowa w Briare, w departamencie Loiret, w Regionie Centralnym, we Francji.
Jest stacją Société nationale des chemins de fer français (SNCF), obsługiwaną przez pociągi Intercités.

## Położenie
Znajduje się na wysokości 144 m n.p.m., na km 164,029 linii Moret – Lyon, pomiędzy stacjami Gien i Cosne-sur-Loire.

## Usługi
Jest obsługiwana przez pociągi Intercités na trasie Paryż - Nevers.